# Dvořákova stezka
Dvořákova stezka je stezka vedoucí po levém břehu Vltavy mezi Kralupy nad Vltavou a Nelahozevsí, v pásu mezi břehem řeky Vltavy na jedné straně a železniční tratí 090 (částí I. tranzitního železničního koridoru) a pískovcovou Lobečskou skálou s tzv. nelahozeveskými železničními tunely na druhé straně. V kralupské i nelahozeveské části jde o oficiální označení veřejného prostranství. Antonín Dvořák tudy z rodné Nelahozevsi jako chlapec chodíval k příbuzným do Kralup.
Dvořákova cesta je název turistické trasy KČT č. 0018 značené červeným pásovým značením, která vede z Kralup nad Vltavou po Dvořákově stezce do Nelahozevsi a pokračuje dále směrem k Řípu. Je součástí evropské dálkové trasy E10. Z Nelahozevsi vede kolem centrálního tankoviště ropy nad Podhořany a přes Nové Ouholice a Vepřek, před nímž podchází dálnici D8. Z Vepřku do Mlčechvost původně vedla trasa zčásti po velvarsko-mělnické silnici I/16, ale někdy kolem roku 2005 byla přeložena k Vltavě na původní těleso železniční trati, opuštěné po vybudování nového železničního tunelu. Z Mlčechvost vede trasa přes Jeviněves do Ctiněvsi, kde na ni navazuje severočeská červeně značená trasa 0321 na Říp.
Naučné panely na stezce podají návštěvníkům informace o místní fauně (škeble, ledňáček, kachny) a flóře (kyprej vrbice, netýkavka zlatavá), o geologii (Lobečská skála a Hostibejk), i o řece Vltavě samotné. Stezka byla zřízena v roce 2009, později zničena vandaly, v roce 2012 byla obnovena, nyní částečně zničena po povodni v roce 2013.